# Polo, Barahona
Polo är en kommun i Dominikanska republiken.   Den ligger i provinsen Barahona, i den sydvästra delen av landet, 140 km väster om huvudstaden Santo Domingo. Antalet invånare i kommunen är cirka 8 200.
Terrängen runt Polo är kuperad åt nordväst, men åt sydost är den bergig. Runt Polo är det ganska tätbefolkat, med 104 invånare per kvadratkilometer. Närmaste större samhälle är Paraíso, 16,1 km sydost om Polo. I omgivningarna runt Polo växer i huvudsak städsegrön lövskog.